# إيفا يوسفيكوفا
إيفا يوسفيكوفا (بالتشيكية: Eva Josefíková) (ولدت في 3 فبراير 1990) ممثلة سينمائية ومسرحية تشيكية درست في مسرح كلية أكاديمية الفنون المسرحية في براغ. 

## روابط خارجية
- إيفا يوسفيكوفا على موقع IMDb (الإنجليزية)
- إيفا يوسفيكوفا على موقع ألو سيني (الفرنسية)
- إيفا يوسفيكوفا على موقع أول موفي (الإنجليزية)
- إيفا يوسفيكوفا على موقع قاعدة بيانات الفيلم (الإنجليزية)
- إيفا يوسفيكوفا على موقع كينوبويسك (الروسية)